# ラメサ (カリフォルニア州)
ラメサ（La Mesa）は、アメリカ合衆国カリフォルニア州のサンディエゴ郡にある都市。人口は6万1121人（2020年）。

## 解説
サンディエゴ・ダウンタウンの東15キロメートルの丘陵地に位置している郊外都市である。交通機関はオレンジライン (サンディエゴ・トロリー)とグリーンライン (サンディエゴ・トロリー)の2線が利用でき便利である。
地名はスペイン語由来で、意味は「高原」である。ラメサの標高は160メートルほどである。

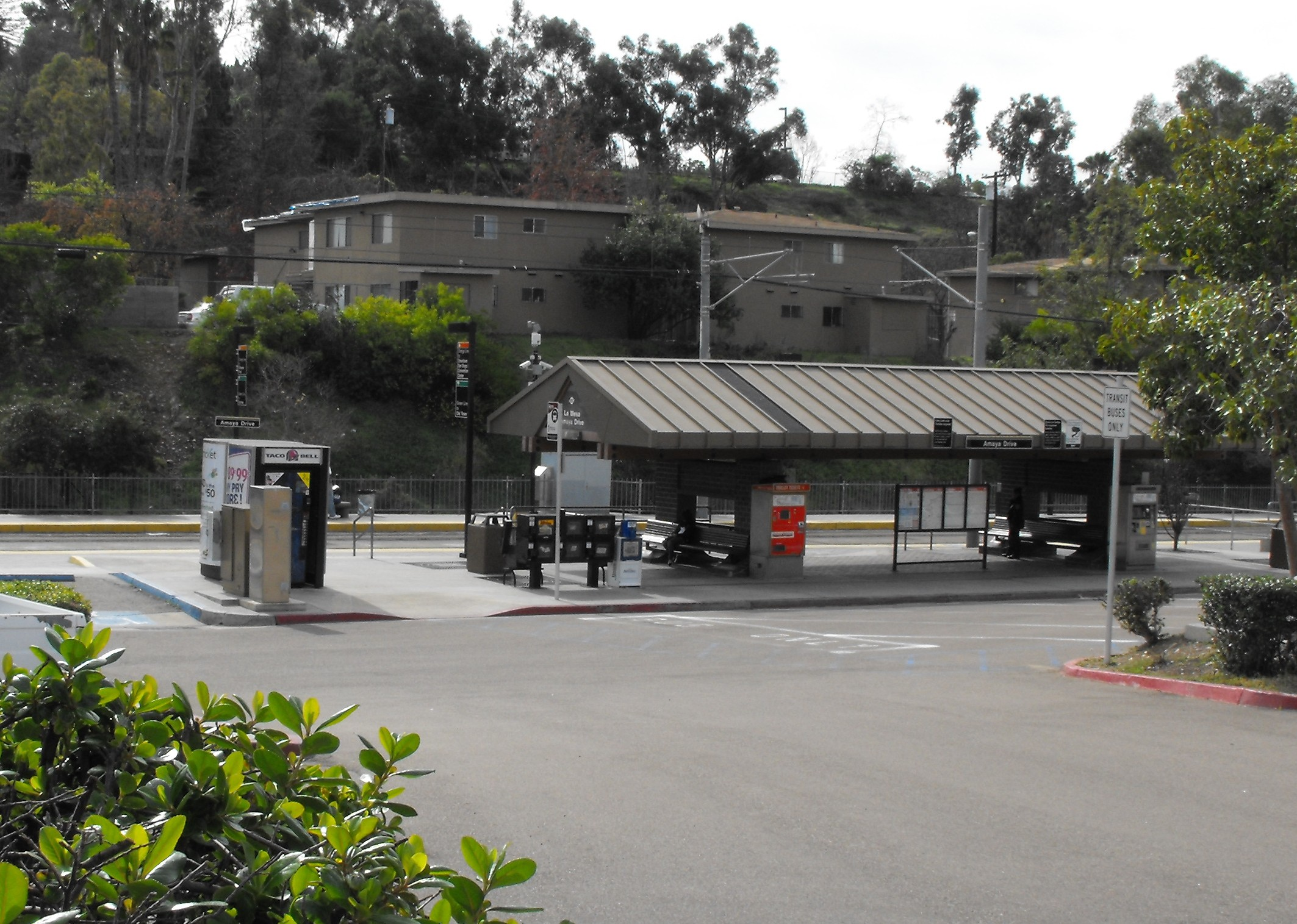
アマヤ・ドライブ駅